# 稅務大樓

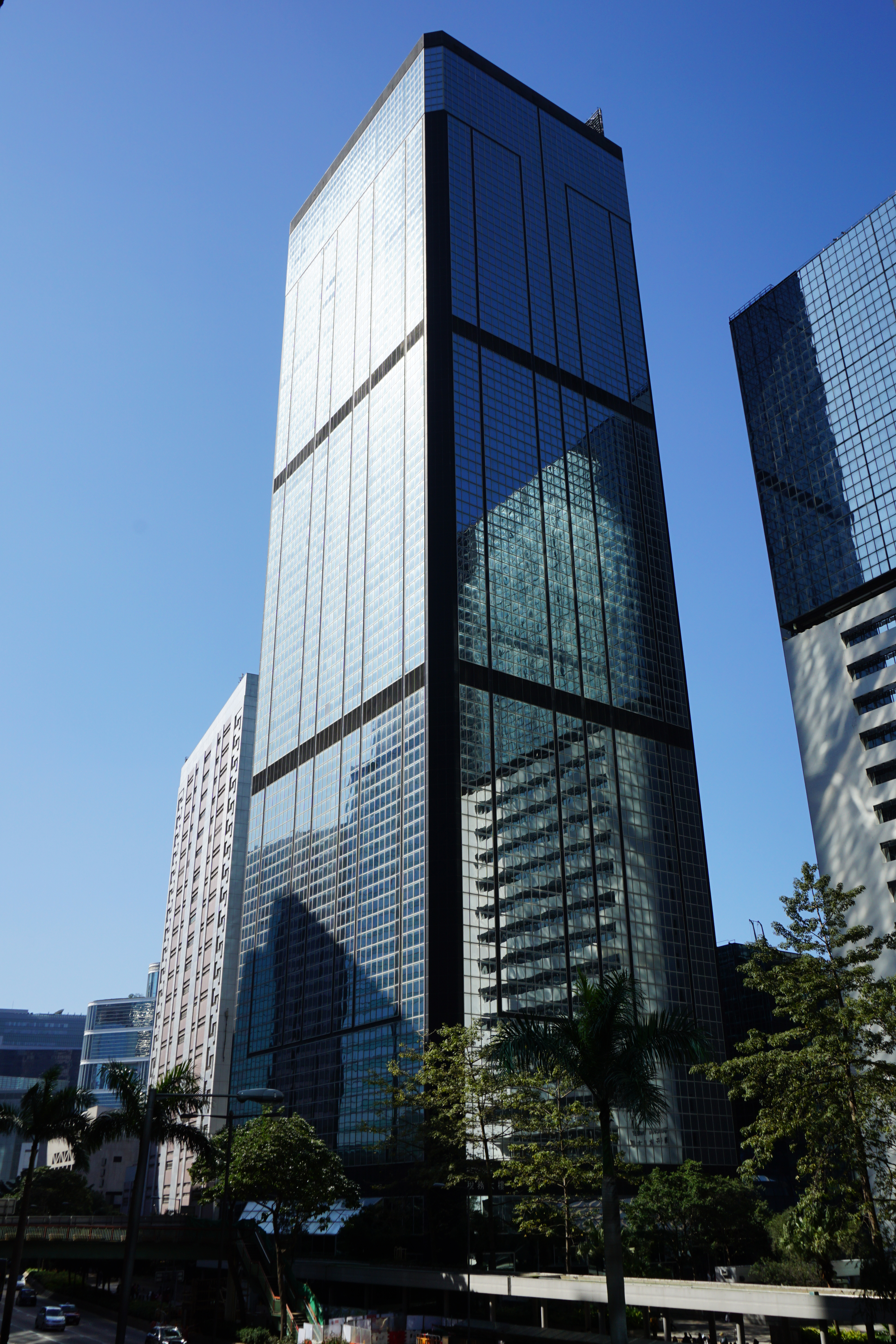
稅務大樓全貌

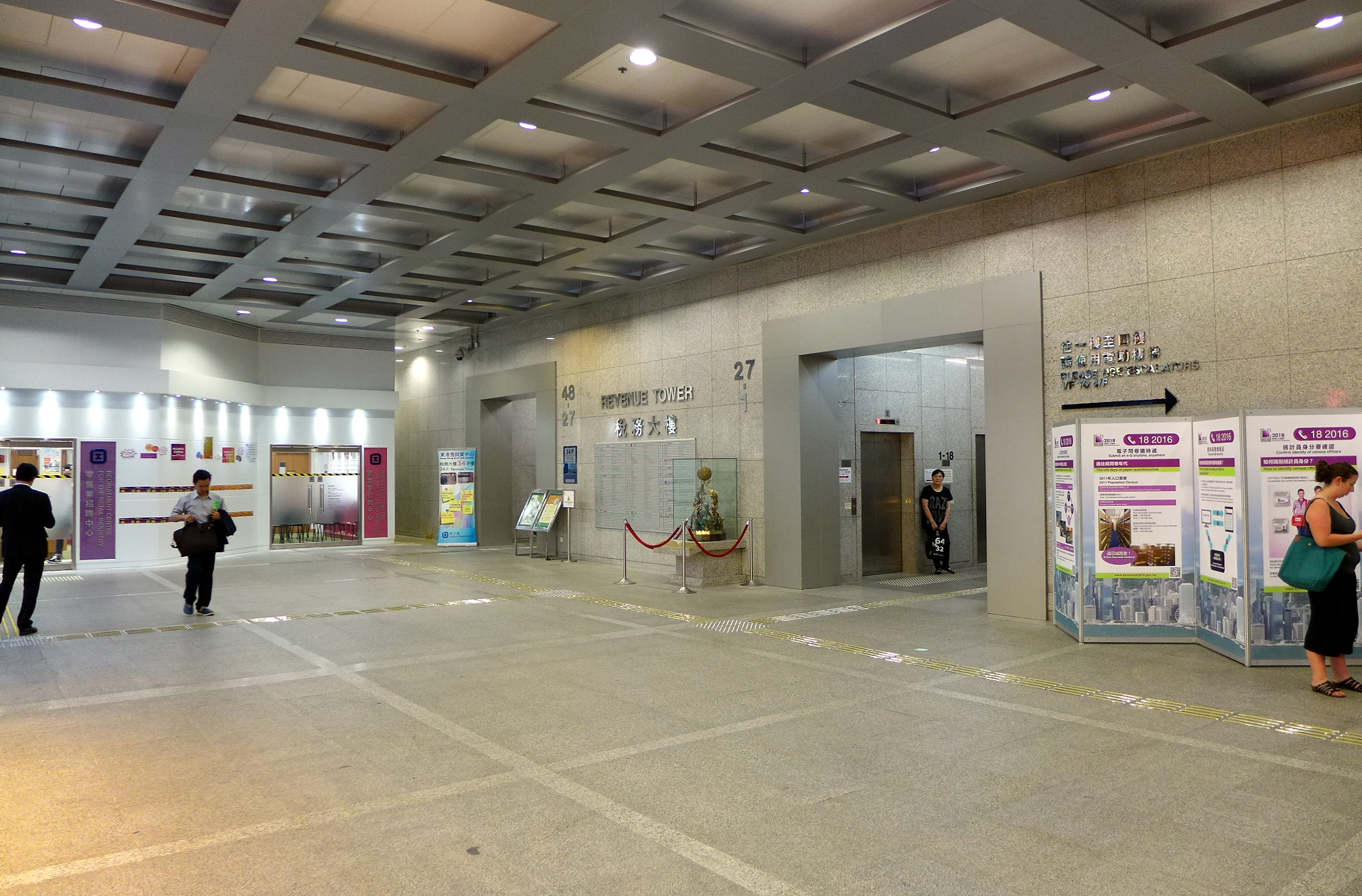
稅務大樓地下大堂

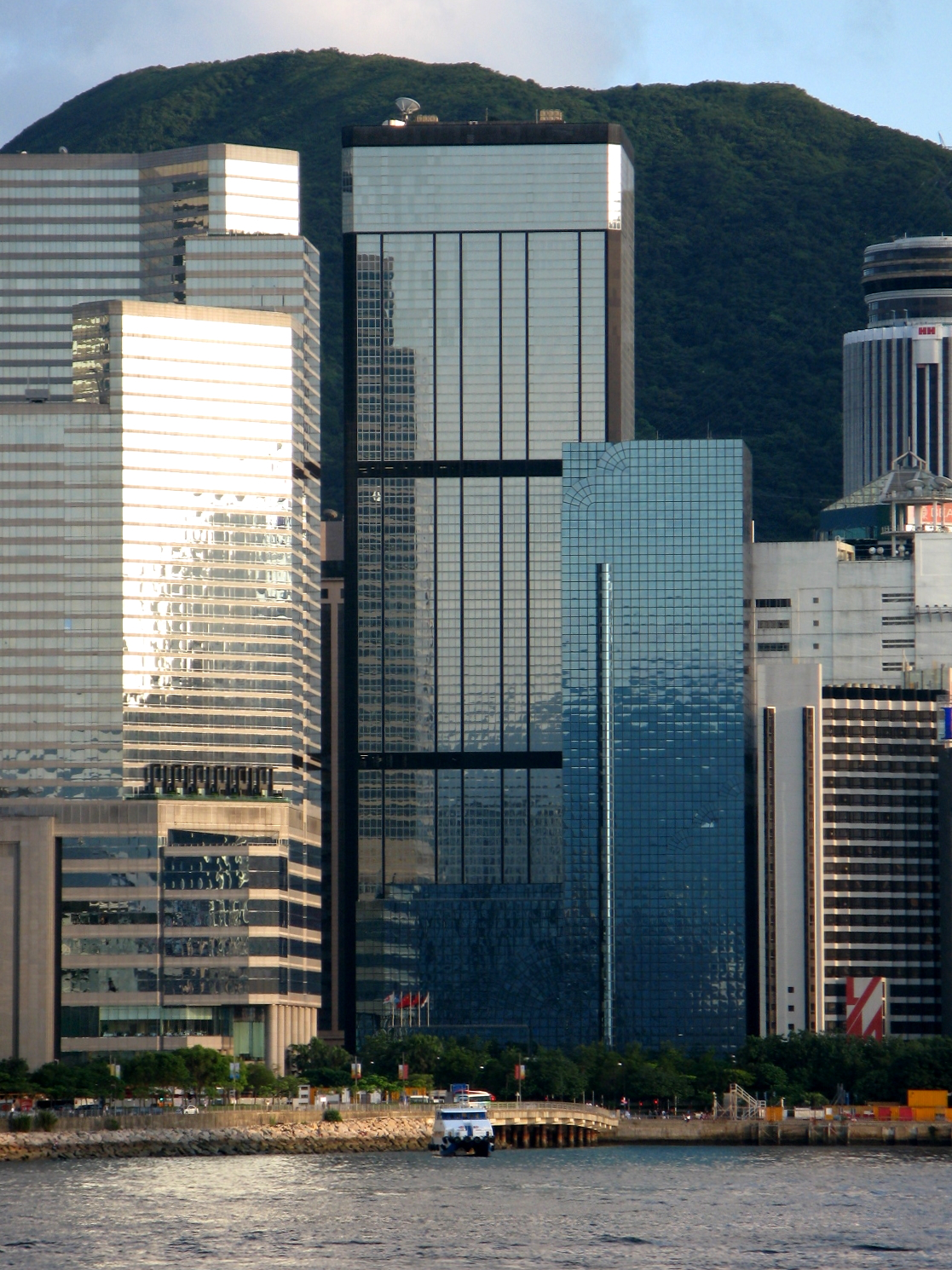
位於灣仔的稅務大樓

稅務大樓（英語：Revenue Tower），原名「灣仔政府綜合大樓第三座」（另兩座分別為入境事務大樓及灣仔政府大樓），位處香港港島灣仔告士打道5號，樓高177米49層，提供總樓面面積超過76,000平方米的辦公地方。鄰近維多利亞港及香港會議展覽中心，是港島區其中一座政府辦公大樓。渠務署、環境保護署、跨部門反恐專責組、政府產業署，以及通訊事務管理局，都設有辦公室於稅務大樓內，另稅務局舊址亦位於此大樓內。
2008年，財政司司長曾俊華在財政預算案中披露，研究將佔地1.3公頃的灣仔海旁3座政府大樓搬遷，騰出的土地將用以興建甲級寫字樓。2015年第二季起政府部門將分階段搬遷至啟德工業貿易大樓、西九龍政府合署、長沙灣庫務大樓、啟德税務中心，以及將軍澳南將軍澳政府合署。

## 歷史
灣仔政府綜合大樓第三座於1991年落成，稅務局總部遂於同年12月14日至29日期間由銅鑼灣皇室大廈搬遷到此，至1992年大樓改為現稱。
1999年9月16日，颱風約克襲港，天文台曾發出10號風球（十號颶風信號），稅務大樓的玻璃外牆被強風破壞，以致很多政府文件被吹至大樓外的地面。
2005年10月，稅務大樓33樓的風機櫃頂部發現一具女性屍體，後來證實死者是一名泰籍華裔女商人，疑犯被控謀殺判處終身監禁。
稅務大樓1字樓的南邊設有郵局，北邊曾設有稅務局諮詢中心。

### 稅務大樓縱火案
2008年10月2日，有一名男子手持易燃物體，進入稅務大樓位於4樓的商業登記署，在5號至6號櫃檯窗中間淋易燃液體，再用打火機縱火，期間一言不發，疑兇懷疑縱火時被火燒傷後逃去。消防自動灑水系統在火警發生後啟動，火警在接近10時救熄，事件中無人受傷，約600人需要疏散到安全地點。該名男子於當日下午到屯門醫院求診，警方懷疑該病人涉案，於是拘捕該名男子。
縱火事件令稅務局屬下的印花稅署、商業登記署、遺產稅署、收稅組、稅務督察組、中央櫃位及電話查詢等服務暫停運作，於翌日（10月3日）才恢復正常服務。

### 反修例事件
2019年，時值反修例事件，有示威者多次在稅務大樓靜坐抗議。

### 稅務局搬遷

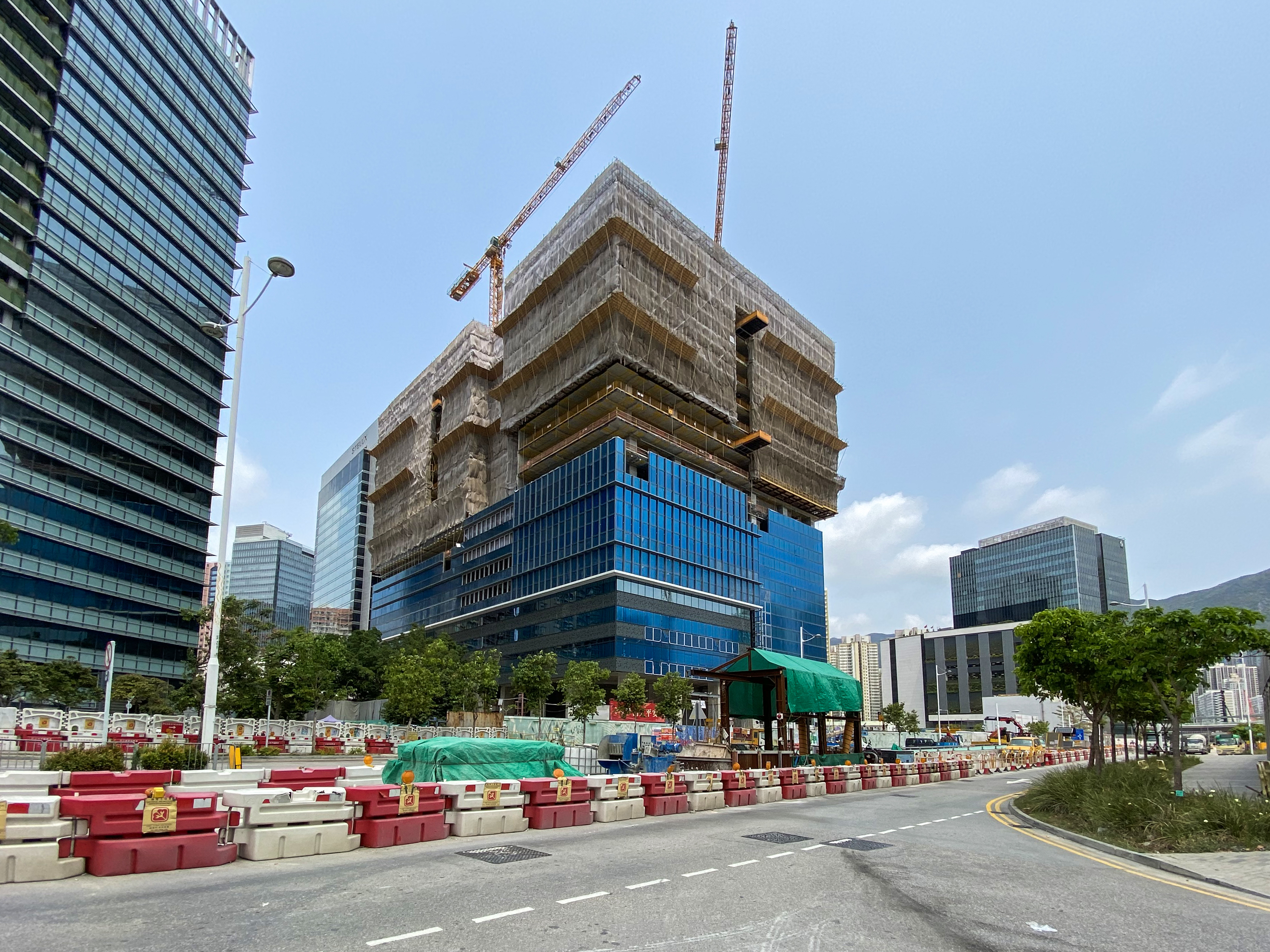
啟德稅務中心地盤（2021年3月）

稅務大樓為一座政府聯用辦公大樓，不少政府政策局和部門在大樓內設有辦公室。為配合灣仔政府綜合辦公大樓的重置計劃，稅務局位於稅務大樓內的辦公室將遷往啟德發展區，以便騰出作為港島區的商廈地皮。稅務局指計劃在2016年年中開始進行前期工程及預審投標資格招標，預計2018年初可向立法會財務委員會申請35億撥款，在啟德興建新的部門專用樓宇。立法會於2018年4月通過36億撥款，建築工程隨後於2018年下半年展開，於2022年12月19日起落成啟用。現時，稅務局全部部門均已遷往新址。
新的部門專用樓宇命名為「稅務中心」，位於太子道東，旁為工業貿易大樓。用地面積約9900平方米，樓高19層連一層地庫，可提供約4.5萬平方米的樓面面積，包括負責評稅及收稅的科別，並會提供稅務有關的前線服務。現時設在稅務大樓內的其他部門，將遷往其他新落成或現有的政府辦公室。整項工程由建築署負責，由呂元祥建築師事務所設計，並由協興建築承建。

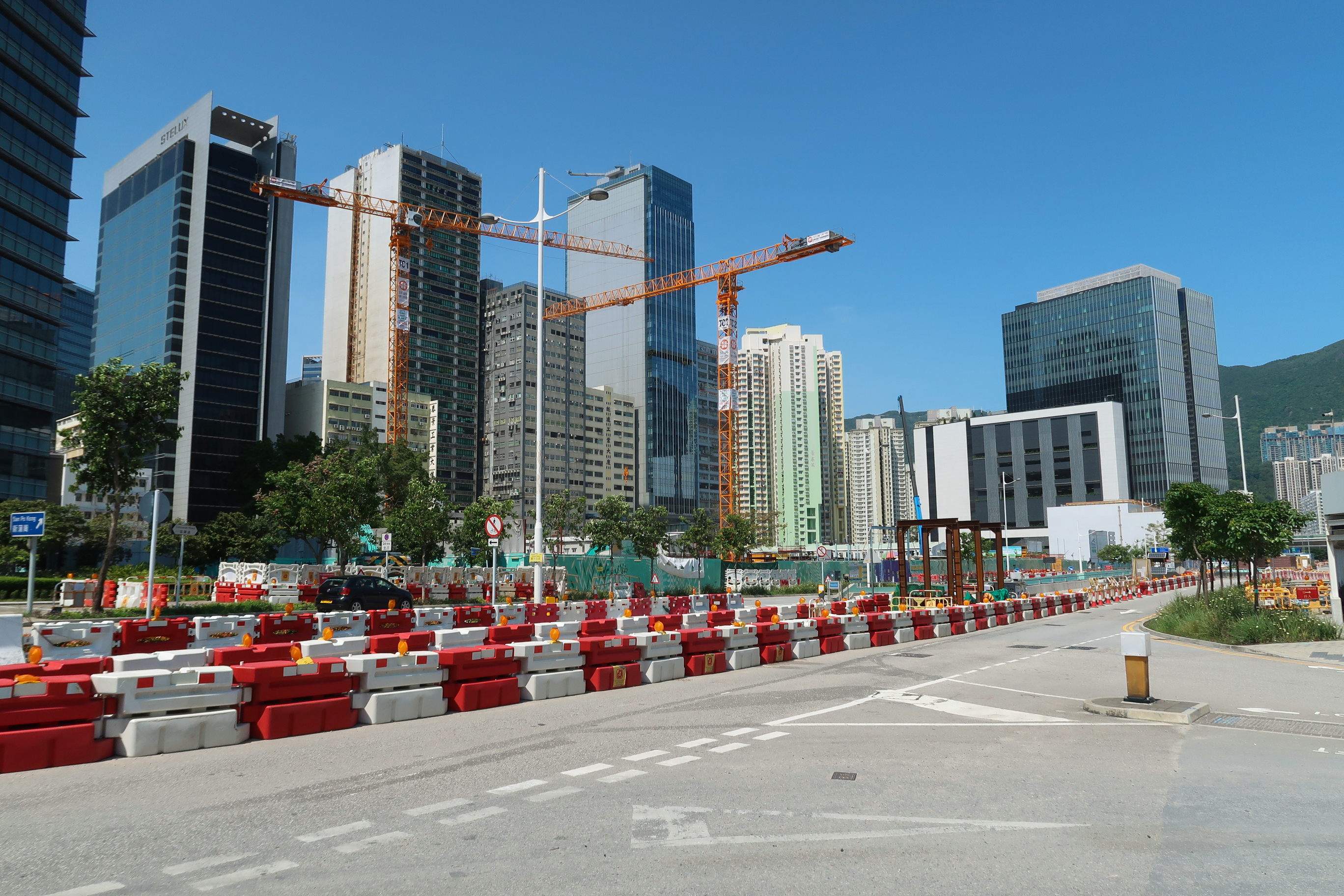
興建中的啟德稅務中心（2020年4月）
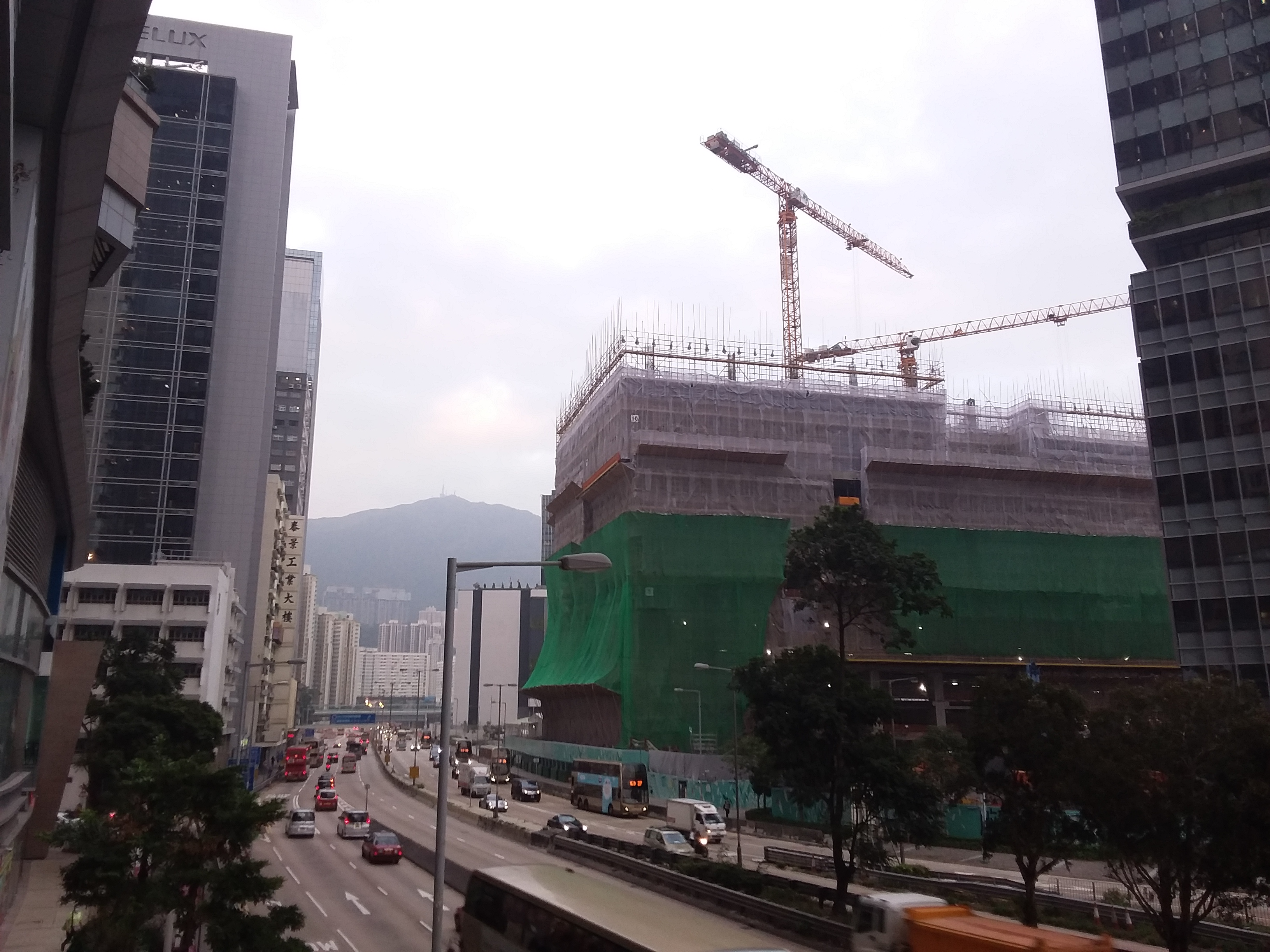
興建中的啟德稅務中心（2020年12月）

## 用途
現時只有25樓用作跨部門反恐專責組辨公室，當中一半為「安全社區體驗館」供給公眾參觀。

## 外部連結
- 稅務大樓地圖

22°16′47″N 114°10′19″E / 22.2797795°N 114.1718405°E